# Puchar Świata w Boksie 1981
2. Puchar Świata w boksie odbył się w dniach 11–18 listopada 1981 roku w Montrealu.

## Rezultaty

### Medaliści
| Kategoria wagowa                | Złoto                           | Srebro                            | Brąz                                                        |
| Waga papierowa (-48 kg)         | Ismaił Mustafow Bułgaria        | Yong Mo-hoe Korea Południowa      | Gil Jamile Filipiny · Hipólito Ramos Kuba                   |
| Waga musza (-51 kg)             | Omar Santiesteban Kuba          | Petyr Lesow Bułgaria              | Jurij Aleksandrow ZSRR · Julio Pérez Kolumbia               |
| Waga kogucia (-54 kg)           | Miguel Maturana Kolumbia        | Im Suk-chang Korea Południowa     | Luis Delís Kuba · Legtpet Tavon Filipiny                    |
| Waga piórkowa (-57 kg)          | Adolfo Horta Kuba               | Samson Chaczatrian ZSRR           | Leopoldo Cantancio Filipiny · Park Ki-chui Korea Południowa |
| Waga lekka (-60 kg)             | Ángel Herrera Kuba              | Wiktor Rybakow ZSRR               | Luis García Wenezuela · Brian Tink Australia                |
| Waga lekkopółśrednia (-63,5 kg) | Wasilij Szyszow ZSRR            | Rick Anderson Kanada              | Dong Kil-kim Korea Południowa · Faruk Janjoon Irak          |
| Waga półśrednia (-67 kg)        | Sierik Konakbajew ZSRR          | Raszko Łomski Bułgaria            | Louis Howard Stany Zjednoczone · John Rafferty Kanada       |
| Waga lekkośrednia (-71 kg)      | Shawn O’Sullivan Kanada         | Armando Martínez Kuba             | Perez Landinez Wenezuela · U Jin-choi Korea Południowa      |
| Waga średnia (-75 kg)           | José Gómez Kuba                 | Jurij Torbek ZSRR                 | Amir Jabbar Irak · Douglas Sam Australia                    |
| Waga półciężka (-81 kg)         | Aleksandr Krupin ZSRR           | Johnny Williams Stany Zjednoczone | Ismail Khalil Irak · Luis Quintana Kolumbia                 |
| Waga ciężka (-91 kg)            | Carl Williams Stany Zjednoczone | Aleksandr Jagubkin ZSRR           | Luis Castillo Ekwador · Nam Hee-kim Korea Południowa        |
| Waga superciężka (+91 kg)       | Walerij Abadżian ZSRR           | Johnny Keyes Stany Zjednoczone    | Daniel Walter Falconi Argentyna · Petyr Stoimenow Bułgaria  |

### Tabela medalowa
| Miejsce | Państwo           |    |    |    | Razem |
| ------- | ----------------- | -- | -- | -- | ----- |
| 1       | ZSRR              | 4  | 4  | 1  | 9     |
| 2       | Kuba              | 4  | 1  | 2  | 7     |
| 3       | Bułgaria          | 1  | 2  | 1  | 4     |
| 3       | Stany Zjednoczone | 1  | 2  | 1  | 5     |
| 5       | Kanada            | 1  | 1  | 1  | 3     |
| 6       | Kolumbia          | 1  | 0  | 2  | 3     |
| 7       | Korea Południowa  | 0  | 2  | 4  | 6     |
| 8       | Filipiny          | 0  | 0  | 3  | 3     |
| 8       | Irak              | 0  | 0  | 3  | 3     |
| 10      | Australia         | 0  | 0  | 2  | 2     |
| 10      | Wenezuela         | 0  | 0  | 2  | 2     |
| 12      | Argentyna         | 0  | 0  | 1  | 1     |
| 12      | Ekwador           | 0  | 0  | 1  | 1     |
| Razem   | 13 państw         | 12 | 12 | 24 | 48    |